# Susanne Reinker
Susanne Reinker (* 1963) ist eine deutsche Buchautorin und Übersetzerin.
Reinker ist ausgebildete Übersetzerin für Französisch und Englisch. Nach ihrem Studium arbeitete sie zunächst am Goethe-Institut, später dann als Kritikerin für den Fischer Film Almanach. Anschließend war sie mehr als 10 Jahre lang als Pressesprecherin und PR-Managerin in der Filmbranche tätig, wo sie auch Führungsverantwortung hatte, und deutsche Filme im Ausland vermarktete. Im Alter von 40 Jahren gab sie ihren bisherigen Job auf und widmete sich dem Schreiben.
Seit 2004 ist sie als freiberufliche Autorin und Übersetzerin tätig. Zunächst veröffentlichte sie Berufsratgeber, die auf der Grundlage ihrer Erfahrungen mit Arbeitsstrukturen im In- und Ausland entstanden. 2004 erschien in der Reihe „Beck-Wirtschaftsberater“ im Deutschen Taschenbuch Verlag ihr erstes Buch, Das Job-Lexikon, ein Ratgeber mit Tipps für Berufseinsteiger. 2005 folgte im Ullstein Verlag der Ratgeber Unkündbar!: Wie Sie sich für Ihren Chef unentbehrlich machen, der zum Bestseller wurde und in die Wirtschafts-Bestsellerlisten einstieg.
Ihr Buch Rache am Chef (2007), eine Analyse von Strategien, die Mitarbeiter anwenden, wenn sie vom Verhalten ihrer Vorgesetzten enttäuscht und frustriert sind, erschien im Econ Verlag und erreichte Platz 10 der SPIEGEL-Bestsellerliste (SPIEGEL-Ausgabe 11/2007) und gehörte zu den 100 erfolgreichsten Sachbüchern des Jahres 2007.
Ihr folgendes Buch Locker bleiben, Mädels! (2008) war ein Ratgeber speziell für Frauen mit Tipps, wie sich Stress im Berufs- und Privatleben vermeiden lässt. In ihrem Buch Die Faultierstrategie (2009), das 2010 auch als Taschenbuch veröffentlicht wurde, untersuchte Reinke das Verhalten von Arbeitnehmern, denen es mit möglichst wenig Aufwand gelingt, trotzdem besten Eindruck bei ihren Vorgesetzten zu machen.
2011 veröffentlichte Reinker ihren ersten Roman Weniger Arbeit, mehr Gemüse, mehr Sex (erscheint 12/2011). Als Übersetzerin hat sie u. a. den französischen Bestseller Wer sich zuerst bewegt, hat verloren von Zoé Shepard ins Deutsche übertragen.
Reinker ist mit dem Architekten Ari Hantke verheiratet und pendelt zwischen ihrer Heimatstadt Düsseldorf und Südfrankreich.

## Veröffentlichungen (Auswahl)
- Das Job-Lexikon: Erste Hilfe für den Berufsstart. Deutscher Taschenbuch Verlag. München. 2004, ISBN 978-3-423-50878-0.
- Unkündbar! Wie Sie sich für Ihren Chef unentbehrlich machen. Ullstein Taschenbuch. 2007, ISBN 978-3-548-36990-7.
- Rache am Chef: Die unterschätzte Macht der Mitarbeiter. Econ. Berlin 2007, ISBN 978-3-430-20013-4.
- Locker bleiben, Mädels! Die besten Rezepte für stressfreies Arbeiten. BW Verlag Bildung und Wissen. 2008, ISBN 978-3-8214-7673-5.
- Die Faultier-Strategie: Clever durch den Arbeitsalltag. Econ. Berlin 2009, ISBN 978-3-430-20060-8.
- Weniger Arbeit, mehr Gemüse, mehr Sex. Roman. Diana Verlag. 2011, ISBN 978-3-453-35590-3.